# 카르마 온라인
《카르마》는 세계 2차대전을 배경으로 한 대한민국 2번째 온라인 FPS 게임으로 2002년에 오픈하여 2006년에 서비스를 종료하였다. 넷마블에서 서비스 되어 인기를 끌었지만 최초의 실험적 FPS 게임이라 그래픽이 좋지 않았고 버그와 오류가 잦았다. 그러던 중, 하루 이용시간을 30분으로 제한하는 유료 서비스를 시작함으로써 인기가 급격히 줄어들었고 2005년에 FPS 게임 서든 어택의 등장으로 유저의 수가 거의 사라지는 지경에 이르러 마침내 2006년 7월 30일에 서비스를 종료하게 되었다.